# Winkler Róbert (labdarúgó)
Winkler Róbert (Budapest, 1900. május 16. – Como, 1971. október 16.) válogatott labdarúgó, csatár, fedezet, majd edző. A sportsajtóban Winkler II néven volt ismert.

## Pályafutása

### Klubcsapatban
Tagja volt az 1923–24-es idényben bajnokságot nyert MTK csapatának. Ezt követően Olaszországba szerződött. Két idényt az Modena, egy idényt a Livorno együttesében játszott.

### A válogatottban
1923-ban egy alkalommal szerepelt a magyar válogatottban.

### Edzőként
1927-ben a Ternana Terni, 1927 és 1929 között a Cagliari, majd a Livorno edzője volt. Ezután a román Dragos Voda csapatánál dolgozott. 1938 és 1940 között ismét a harmadosztályú Cagliari, majd egy idényig az AC Capri edzőjeként tevékenykedett. A második világháború után a másodosztályban dolgozott egy-egy idényt. 1946–47-ben az AC Legnanót, 1947–48-ban a Como csapatát irányította. 1948-ban visszatért egy szezonra a Cagliarihoz. 1952–53-as idényben ismét a Como vezetőedzője volt. Utolsó edzői munkáját a negyedosztályú AS Biellese Biella csapatánál végezte.

## Sikerei, díjai

### Játékosként
- Magyar bajnokság
  - bajnok: 1923–24

## Statisztika

### Mérkőzése a válogatottban
| Magyarország | Magyarország        | Magyarország              | Magyarország | Magyarország | Magyarország | Magyarország | Magyarország | Magyarország |
| #            | Dátum               | Helyszín                  | Hazai        | Eredmény     | Vendég       | Kiírás       | Gólok        | Esemény      |
| ------------ | ------------------- | ------------------------- | ------------ | ------------ | ------------ | ------------ | ------------ | ------------ |
| 1.           | 1923. augusztus 19. | Budapest, Üllői úti pálya | Magyarország | 3 – 1        | Finnország   | barátságos   | -            |              |
|              | Összesen            |                           |              | 1            | mérkőzés     |              | 0            | gól          |